# 123-я истребительная авиационная дивизия ПВО
123-я истреби́тельная авиацио́нная диви́зия ПВО (123-я иад ПВО) — авиационное соединение ПВО Вооружённых Сил РККА, принимавшее участие в боевых действиях Великой Отечественной войны.

## История наименований
- 123-я истребительная авиационная дивизия ПВО
- 123-я истребительная авиационная дивизия
- Полевая почта 22616

## Создание дивизии
123-я истребительная авиационная дивизия ПВО сформирована 1 февраля 1944 года Приказом НКО СССР.

## Переименование дивизии
123-я истребительная авиационная дивизия ПВО после передачи в состав ВВС 15 октября 1951 года была переименована в 123-ю истребительную авиационную дивизию.

## Расформирование дивизии
123-я истребительная авиационная дивизия ВВС ВМФ была расформирована в августе 1959 года.

## В действующей армии
В составе действующей армии:
- с 6 мая 1944 года по 13 октября 1944 года.

## Командиры дивизии
| Звание    | Имя                       | Период                  | Примечание                        |
| --------- | ------------------------- | ----------------------- | --------------------------------- |
| Полковник | Сорокин Сергей Васильевич | 10.03.1944 — 01.03.1948 |                                   |
| Полковник | Суворов Иван Павлович     | 01.04.1948 — 01.06.1952 | ВРИД, с 01.02.1951 г. — командир. |

## В составе объединений
| Дата          | Фронт (округ)                     | Район (корпус ПВО, дивизия ПВО, воздушная армия)                    | Примечание (корпус)                    |
| ------------- | --------------------------------- | ------------------------------------------------------------------- | -------------------------------------- |
| 01.02.1944 г. | Восточный фронт ПВО               | Сталинградский корпусной район ПВО Астраханский бригадный район ПВО |                                        |
| 21.04.1944 г. | Южный фронт ПВО                   | 9-й корпус ПВО                                                      |                                        |
| 01.05.1944 г. | Южный фронт ПВО                   | 87-я дивизия ПВО                                                    |                                        |
| 01.07.1944 г. | Южный фронт ПВО                   | 5-й корпус ПВО                                                      |                                        |
| 01.09.1944 г. | Южный фронт ПВО                   | 86-я дивизия ПВО                                                    |                                        |
| 24.12.1944 г. | Юго-Западный фронт ПВО            | 86-я дивизия ПВО                                                    |                                        |
| 01.01.1945 г. | Юго-Западный фронт ПВО            | 12-й корпус ПВО                                                     |                                        |
| 09.05.1945 г. | Юго-Западный фронт ПВО            | 86-я дивизия ПВО                                                    |                                        |
| 01.09.1945 г. | Юго-Западный округ ПВО            |                                                                     |                                        |
| 01.06.1947 г. | Юго-Западный округ ПВО            | 21-я воздушная истребительная армия ПВО                             |                                        |
| 01.07.1947 г. | Юго-Западный округ ПВО            | 66-я воздушная истребительная армия ПВО                             |                                        |
| 01.08.1947 г. | Юго-Западный округ ПВО            | 32-я воздушная истребительная армия ПВО                             |                                        |
| 14.10.1951 г. | Одесский военный округ            | 48-я воздушная армия                                                |                                        |
| 20.10.1952 г. | Группа советских войск в Германии | 24-я воздушная армия                                                | 71-й истребительный авиационный корпус |
| 01.10.1956 г. | Прибалтийский военный округ       | 30-я воздушная армия                                                |                                        |
| 01.08.1959 г. | Прибалтийский военный округ       | 30-я воздушная армия                                                |                                        |

## Части и отдельные подразделения дивизии
За весь период своего существования боевой состав дивизии претерпевал изменения, в различное время в её состав входили полки:
| Период                  | Наименование                              | Примечание                        |
| ----------------------- | ----------------------------------------- | --------------------------------- |
| 01.03.1944 — 17.03.1945 | 936-й истребительный авиационный полк ПВО | переименован в 417-й иап          |
| 17.03.1945 — 29.08.1959 | 417-й истребительный авиационный полк ПВО | расформирован вместе со 123-й иад |
| 01.10.1944 — 15.08.1959 | 743-й истребительный авиационный полк ПВО | расформирован вместе со 123-й иад |
| 13.05.1944 — 01.08.1958 | 965-й истребительный авиационный полк ПВО | передан в 263-ю иад               |
| 24.02.1944 — 04.05.1944 | 933-й истребительный авиационный полк ПВО | передан обратно в 144-й иад       |

## Боевой состав на 9 мая 1945 года
| Наименование                              | Примечание |
| ----------------------------------------- | ---------- |
| 417-й истребительный авиационный полк ПВО |            |
| 743-й истребительный авиационный полк ПВО |            |
| 965-й истребительный авиационный полк ПВО |            |

## Боевой состав на 1950 год
| Наименование                              | Примечание                     |
| ----------------------------------------- | ------------------------------ |
| 417-й истребительный авиационный полк ПВО | Рауховка, Одесская область     |
| 743-й истребительный авиационный полк ПВО | Одесса, Одесская область       |
| 965-й истребительный авиационный полк ПВО | Николаев, Николаевская область |

## Боевой состав на 1959 год
| Наименование                              | Примечание        |
| ----------------------------------------- | ----------------- |
| 417-й истребительный авиационный полк ПВО | Валга, Эстония    |
| 743-й истребительный авиационный полк ПВО | Валга, Эстония    |
| 965-й истребительный авиационный полк ПВО | Хаапсалу, Эстония |

## Участие в операциях и битвах
- Противовоздушная оборона Сталинградского корпусного района ПВО
- Противовоздушная оборона Астраханского бригадного района ПВО
- Противовоздушная оборона войск 2-го Украинского фронта
- Противовоздушная оборона войск Одесского военного округа
- Противовоздушная оборона войск 1-го Украинского фронта
- Противовоздушная оборона войск Отдельной Приморской армии

## Базирование
| Период            | Место базирования |
| ----------------- | ----------------- |
| 05.1945 — 10.1952 | Одесса            |
| 10.1952 — 10.1956 | Лерц, Германия    |
| 10.1956 — 08.1959 | Валга, Эстония    |

## Самолёты дивизии
| Период      | Типы             |
| ----------- | ---------------- |
| 1944 — 1945 | Hawker Hurricane |
| 1944 — 1951 | P-39 Airacobra   |
| 1951 — 1954 | МиГ-15           |
| 1954 — 1960 | МиГ-17           |